# Maria Tyszkowa
Maria Tyszkowa (ur. 24 lipca 1932, zm. 3 lipca 1993) – polska psycholożka, profesor Uniwersytetu im. Adama Mickiewicza w Poznaniu. Interesowała się głównie teoretycznymi problemami rozwoju psychicznego człowieka, zachowaniem się dzieci i młodzieży w sytuacjach trudnych, a także rozwoju poznawczego dzieci, młodzieży oraz młodych dorosłych.

## Życiorys
W 1956 ukończyła studia z zakresu psychologii na Uniwersytecie im. Adama Mickiewicza w Poznaniu i rozpoczęła pracę jako asystent w Katedrze Psychologii macierzystej uczelni. W 1962 uzyskała stopień doktora na podstawie pracy Praca szkolna dziecka i główne determinujące ją czynniki, 7 lat później habilitowała się na podstawie dysertacji Zachowanie się dzieci szkolnych w sytuacjach trudnych. W 1976 uzyskała tytuł profesora nadzwyczajnego, a w 1982 profesora zwyczajnego.
Od 1969 piastowała stanowisko zastępcy dyrektora ds. dydaktycznych Instytutu Psychologii, potem kierownika Zakładu Psychologii Rozwojowej i Wychowawczej.
Opracowała koncepcję zmian rozwojowych psychiki, odporności psychicznej oraz roli kultury w rozwoju psychicznym jednostki.
Ponadto zajmowała się redakcją książek z serii „Sztuka i Dziecko”.

## Ważniejsze prace
- Czynniki determinujące pracę szkolną dziecka (1964)
- Problemy odporności psychicznej dzieci i młodzieży (1972)
- Zachowanie się dzieci szkolnych w sytuacjach trudnych (1972),
- Aktywność i działalność dzieci i młodzieży (1977),
- Zdolności, osobowość i działalność uczniów (1988).